# Tievebulliagh

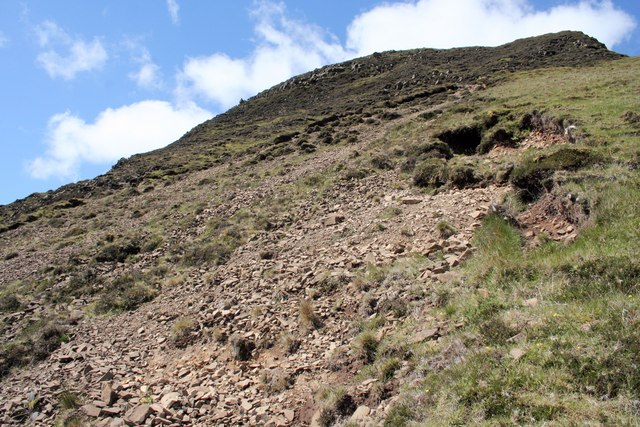
Tievebulliagh

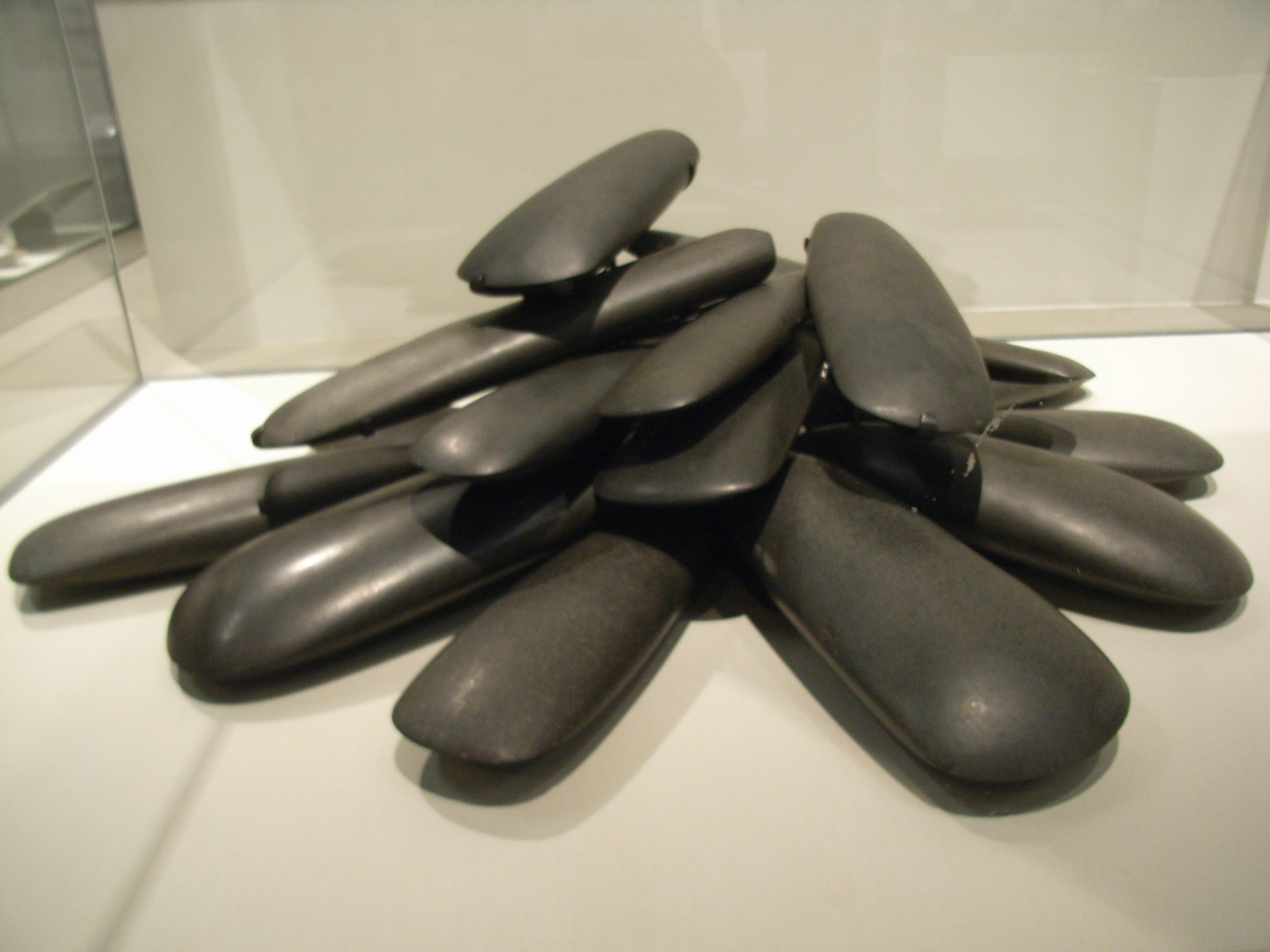
Malone Hoard

Tievebulliagh (irisch Taobh Builleach) ist ein 402 m hoher Hügel, 4,4 km von Cushendall im Moyle Distrikt im County Antrim, in Nordirland. Er ist Teil der Wasserscheide zwischen Glenann im Norden und Glenballyeamon im Süden und als Scheduled Monument geschützt.
Der Tievebulliagh besteht zum Teil aus Vulkangestein (Basalt, Dolerit), das bei großer Hitze unter ungewöhnlichen geologischen Verhältnisse zu Porzellanit umgebildet wurde. Porzellanit ist ein extrem hartes, weißes, durch Verunreinigungen auch dunkelblaues oder graues, niedrig metamorphes Gestein. Im Gegensatz zum Feuerstein ist es nicht spröde und daher ideal für die Verarbeitung zu Äxten. Drei kleine Aufschlüsse von Porzellanit liegen am südöstlichen Hang des Tievebulliagh.
Der Archäologie gelang der Nachweis eines etwa 3000 v. Chr. betriebenen neolithischen Steinbruchs am Fuße des Tievebulliagh. Über 7000 Äxte, die aus diesem Steinbruch stammen, wurden in Irland und anderen Teilen der Britischen Inseln gefunden. Abschläge und halbfertige Äxte können rund um den Hügel und auf dem Gipfel gefunden werden. Hier wurde das Material gewonnen und vorgearbeitet, bevor es am Wohnort geschliffen wurde. Der Ort ist vergleichbar mit Plätzen der Langdale-Industrie im englischen Lake District und den Steinbrüchen bei Penmaenmawr in North Wales, woher jeweils ebenfalls eine große Anzahl von Steinbeilen stammt, die aber aus einem anderen Material bestehen.
Der Malone Hoard ist der einzige neolithische Hort Irlands und besteht aus 19 polierten Porzellanit-Steinäxten vom Tievebulliagh oder, aus gleichartigem Material, von Brockley auf Rathlin Island. Er wurde bei Danesfort House auf der Malone Road in Belfast gefunden. Einige der Äxte steckten aufrecht in der Erde. Die Äxte sind zu groß und zu schwer für den praktischen Gebrauch, sie waren also eher für zeremonielle Zwecke gedacht.